# Janina Hettich-Walz
Janina Hettich-Walz (nacida Janina Hettich, Schramberg, 16 de junio de 1996) es una deportista alemana que compite en biatlón.
Ganó tres medallas en el Campeonato Mundial de Biatlón, en los años 2021 y 2024, y cuatro medallas en el Campeonato Europeo de Biatlón, en los años 2019 y 2022.

## Palmarés internacional
| Campeonato Mundial | Campeonato Mundial           | Campeonato Mundial | Campeonato Mundial |
| Año                | Lugar                        | Medalla            | Prueba             |
| ------------------ | ---------------------------- | ------------------ | ------------------ |
| 2021               | Pokljuka (Eslovenia)         | Medalla de plata   | Relevo             |
| 2024               | Nové Město (República Checa) | Medalla de plata   | Individual         |
| 2024               | Nové Město (República Checa) | Medalla de bronce  | Relevo             |
| Campeonato Europeo |                              |                    |                    |
| Año                | Lugar                        | Medalla            | Prueba             |
| 2019               | Minsk-Raubichi (Bielorrusia) | Medalla de plata   | Relevo mixto       |
| 2022               | Arber (Alemania)             | Medalla de plata   | Persecución        |
| 2022               | Arber (Alemania)             | Medalla de plata   | Relevo mixto       |
| 2022               | Arber (Alemania)             | Medalla de bronce  | Velocidad          |